# Platyplectrum ornatum
A Platyplectrum ornatum a kétéltűek (Amphibia) osztályának békák (Anura) rendjébe, a mocsárjáróbéka-félék (Limnodynastidae) családjába, azon belül a Platyplectrum nembe tartozó faj. 2006-ban, egy átfogó vizsgálatot követően az (Opisthodon) nembe helyezték, majd átkerült jelenlegi helyére, a Platyplectrum nembe.  

## Előfordulása
Ausztrália endemikus faja. Az ország Nyugat-Ausztrália államának északkeleti részétől az Északi területen (Northern Territory) és Queenslanden át egészen Új-Dél-Wales északi feléig honos. Elterjedési területe nagyjából 2 244 000 km².

## Megjelenése
Közepes méretű, zömök testalkatú békafaj, hossza 50 mm-nél nem nagyobb. Hátának színe változatos, a szürkétől a sárgán át a barnáig terjedhet, mintázata egyedről-egyedre változhat. Szemei mögött általában pillangó alakú folt helyezkedik el. Hátát általában szemölcsök borítják, melyeknek csúcsa vörös színű, feje közelében bőrredők figyelhetők meg. Hasi oldala sima, fehér. Írisze barnás arany színű. Végtagjain sötétebb, csíkos vagy pettyes mintázat látható. Hátsó lábujjai között némi úszóhártya van, mellső lábujjai közt az úszóhártya hiányzik.

## Életmódja
Számos olyan élőhelyen megtalálható, melyeket az eső évszakonként eláraszt. Gyakran kiszáradt vízfolyások homokos medrében is megfigyelhető. Nappal elvermelik magukat, a száraz évszakot alvó állapotban, jóval a talajszint alatt töltik. Csak heves esőzések után a nedves évszakban szaporodik. A hímek a vízben lebegve hívják énekükkel a nőstényeket. A nőstény körülbelül 1000 petét rak le habfészekbe, mely néhány óra alatt összeesik és a vízen úszó réteget alkot, melynek átmérője akár 7 cm is lehet. A nőstények egy évszakban akár többször is párosodhatnak.
Az ebihalak mérete elérheti az 50 mm-t, de átlagosan csak 36 mm-esek. Hátuk sötétszürke vagy barna. Oldaluk ezüstös és/vagy aranyos pettyekkel tarkított, farkukon szürkés-ezüstös pettyek láthatók. A kifejlődés és kis békává történő átalakulás két héttől három hónapig tarthat.

## Természetvédelmi helyzete
A vörös lista a nem fenyegetett fajok között tartja nyilván. Elterjedési területén számos védett terület található.

## Galéria

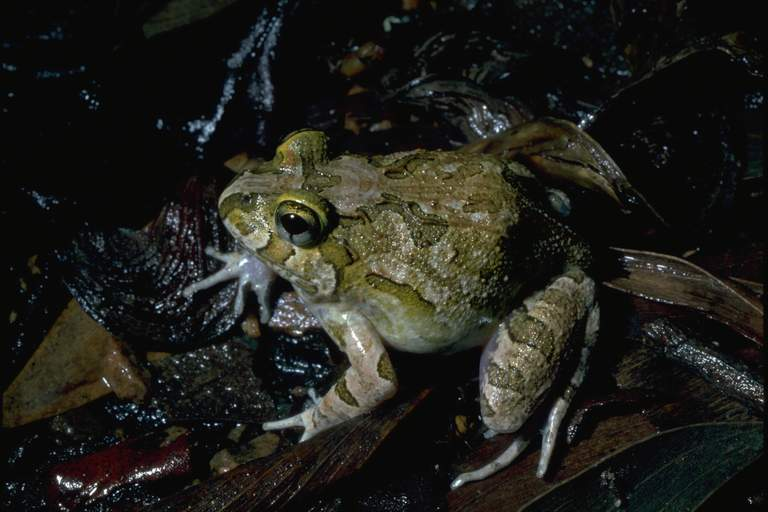
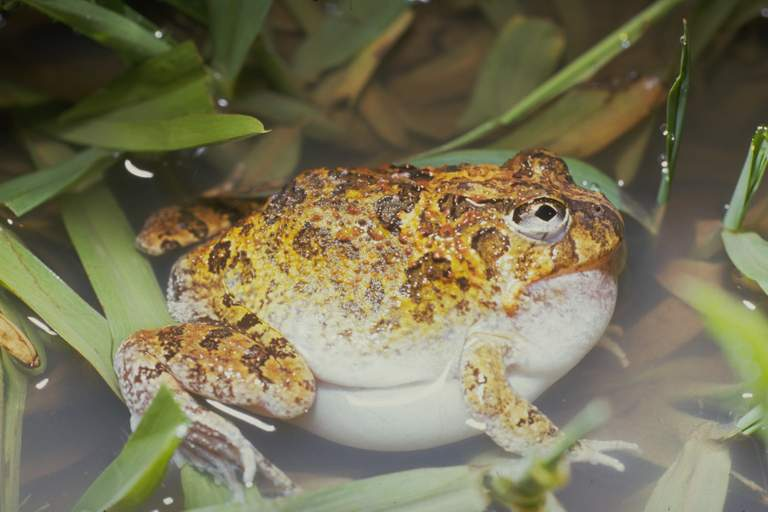
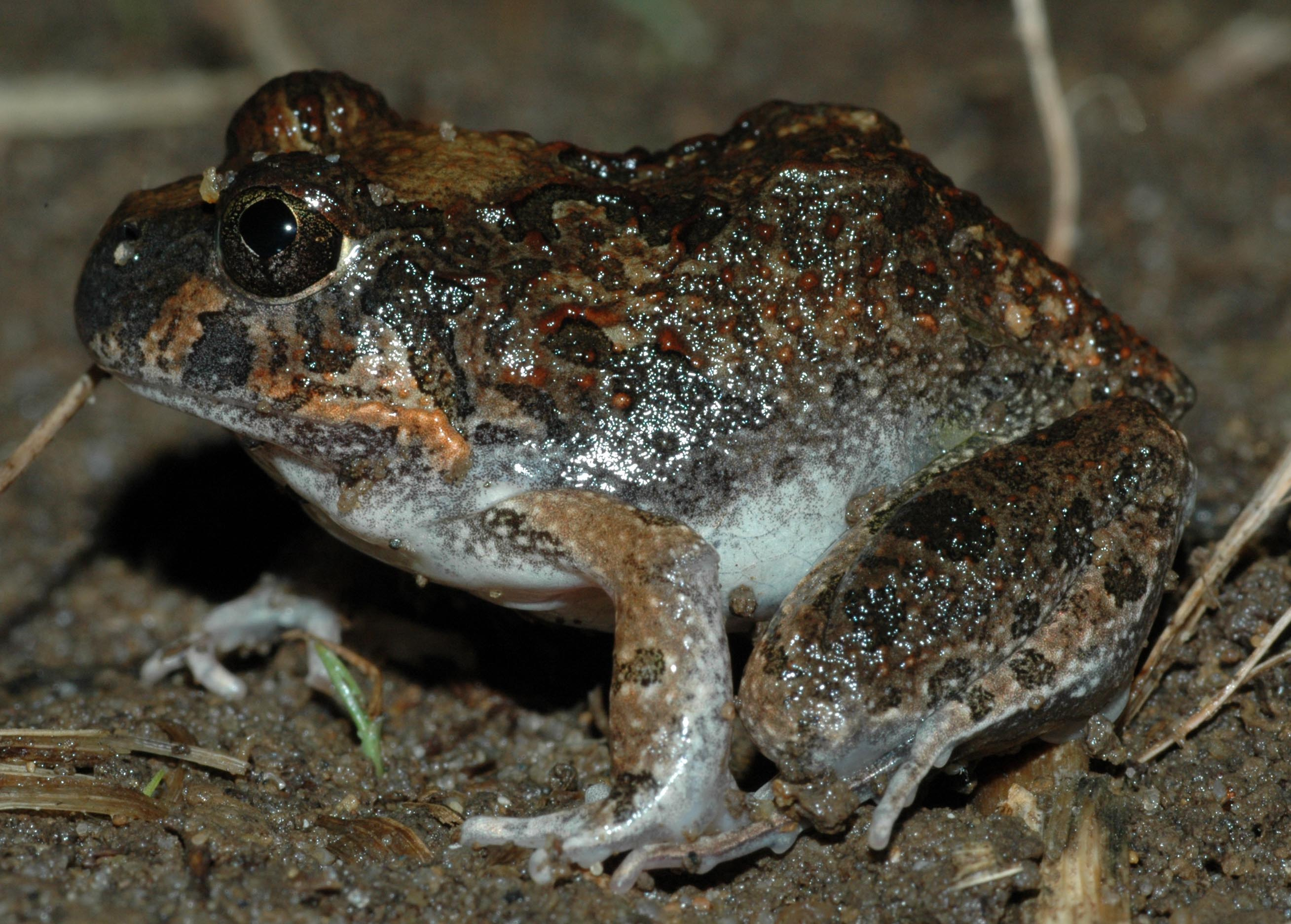